# الكسندر ماير
الكسندر ماير (بالإنجليزية: Alexander Mair)‏ هو فلاح وسياسي أسترالي، ولد في 25 أغسطس 1889 في ملبورن في أستراليا، وتوفي بنفس المكان في 3 أغسطس 1969. حزبياً، نشط في حزب أستراليا المتحدة. وقد انتخب عضو الجمعية التشريعية نيو ساوث ويلز عن دائرة Electoral district of Albury ‏ (11 يونيو 1932 – 14 أغسطس 1946) وانتخب Premier of New South Wales ‏ (5 أغسطس 1939 – 16 مايو 1941).